# 고개숙인 남자
《고개숙인 남자》는 1991년 1월 5일부터 같은 해 5월 5일까지 방영된 MBC 주말연속극이다.

## 출연진
- 최불암 : 이종진(신문사 기자)
- 최민수 : 강인수(이한수의 이부 동생)
- 김창숙 : 강영조(이종진의 부인)
- 배종옥 : 이미연(이종진 강영조의 딸)
- 정한용 : 이한수(원나잇으로 태어난 아들)
- 이미숙 : 백정란(프랑스 문화원 직원)
- 천호진 : 윤석
- 김병기 : 덕근
- 박현준 : 이경민(이종진 강영조의 아들)
- 박영태, 김형자, 양미경 , 김영옥 , 김호영, 문회원, 신귀식, 김흥기, 유호정, 임채원, 정낙희

## 결방
- 1991년 2월 16일 : 설 특집극 <미끼와 고삐> 1부 편성[1]

## 트리비아
해당 드라마 작품은 파행적 불륜묘사, 지나친 펑크족 묘사 등으로 논란을 빚었다.
한편, 이 작품은 폭력장면을 지나치게 구체적이며 흥미위주로 묘사해 방송위원회로부터 주의 및 제작관계자들에 대한 주의환기 조치를 받아야 했다.

## 줄거리
격변하는 현대사 속에서 한 개인이 겪는 인생유전과 사랑의 새로운 모럴을 극화한 작품.
전쟁에 가난을 겪고 어렵게 자라나 부유한 가정의 딸 영조와 결혼, 신문사 정치부장으로 능력을 인정받다가 필화사건을 겪고 권력의 손을 붙잡는 아버지 이종진 세대하고 이종진의 하룻밤 여정으로 태어난 아들 한수, 한수와 어머니만 같은 동생 인수, 영조와의 사이에서 태어난 이경민, 이미연 등 아들세대가 겪는 현대사를 배경으로 한 갈등 이야기이다.